# DeKalb County (Georgie)
DeKalb County je okres ve státě Georgie ve Spojených státech amerických. K roku 2011 zde žilo 699 893 obyvatel. Správním městem okresu je Decatur. Celková rozloha okresu činí 702 km². Vznikl 9. prosince 1822.
V okrese DeKalb se nachází část (asi 10 %) města Atlanta. Většina města (90 %) se nachází v okrese Fulton County.